# Галфпорт (Міссісіпі)
Галфпорт (англ. Gulfport) — місто (англ. city) в США, в окрузі Гаррісон штату Міссісіпі. Населення — 72 926 осіб (2020).Друге за розміром місто штату (після міста Джексон, найбільше місто агломерації Галфпорт-Білоксі. Галфпорт є одним з двох адміністративних центрів округу Гаррісон (з Білоксі) та місцем розташування бази ВМФ США.

## Історія
Велика частина міста була зруйнована 17 серпня 1969 року від урагану Каміль. 29 серпня 2005 року Галфпорт знову серйозно постражджав, цього разу від урагану Катріна, коли велика частина міста була затоплена або зруйнована вітром.

## Географія
Галфпорт розташований за координатами 30°24′58″ пн. ш. 89°4′19″ зх. д. / 30.41611° пн. ш. 89.07194° зх. д. (30.416058, -89.071845).  За даними Бюро перепису населення США в 2010 році місто мало площу 165,74 км², з яких 143,98 км² — суходіл та 21,76 км² — водойми.

### Клімат
Місто знаходиться у зоні, котра характеризується вологим субтропічним кліматом. Найтепліший місяць — липень із середньою температурою 28 °C (82.4 °F). Найхолодніший місяць — січень, із середньою температурою 10.4 °С (50.8 °F).
| Клімат Галфпорта        | Клімат Галфпорта | Клімат Галфпорта | Клімат Галфпорта | Клімат Галфпорта | Клімат Галфпорта | Клімат Галфпорта | Клімат Галфпорта | Клімат Галфпорта | Клімат Галфпорта | Клімат Галфпорта | Клімат Галфпорта | Клімат Галфпорта | Клімат Галфпорта |
| Показник                | Січ.             | Лют.             | Бер.             | Квіт.            | Трав.            | Черв.            | Лип.             | Серп.            | Вер.             | Жовт.            | Лист.            | Груд.            | Рік              |
| Абсолютний максимум, °C | 26               | 29               | 30               | 34               | 36               | 38               | 39               | 38               | 37               | 33               | 31               | 27               | 39               |
| Середній максимум, °C   | 15,7             | 17,4             | 20,3             | 24,4             | 28,6             | 31,4             | 32,6             | 32,6             | 30,6             | 26,6             | 21,6             | 16,9             | 24,9             |
| Середня температура, °C | 10,4             | 12,1             | 15,2             | 19,3             | 23,5             | 26,8             | 28               | 28               | 25,7             | 20,7             | 15,7             | 11,7             | 19,8             |
| Середній мінімум, °C    | 5,2              | 6,8              | 10,1             | 14,1             | 18,4             | 22,3             | 23,3             | 23,3             | 20,7             | 14,7             | 9,8              | 6,6              | 14,7             |
| Абсолютний мінімум, °C  | −15              | −11              | −5               | 1                | 6                | 11               | 14               | 15               | 5                | 0                | −6               | −12              | −15              |
| Норма опадів, мм        | 132.1            | 132.1            | 152.4            | 116.8            | 129.5            | 162.6            | 182.9            | 160              | 142.2            | 91.4             | 116.8            | 124.5            | 1643.4           |
| Вологість повітря, %    | 75.3             | 75.2             | 74.9             | 75               | 75               | 77.2             | 78               | 79.2             | 76.9             | 76.4             | 75.6             | 75.9             | 76.2             |
| ----------------------- | ---------------- | ---------------- | ---------------- | ---------------- | ---------------- | ---------------- | ---------------- | ---------------- | ---------------- | ---------------- | ---------------- | ---------------- | ---------------- |
| Джерело: Weatherbase    |                  |                  |                  |                  |                  |                  |                  |                  |                  |                  |                  |                  |                  |

## Демографія
Згідно з переписом 2010 року, у місті мешкали 67 793 особи в 26 307 домогосподарствах у складі 17 029 родин. Густота населення становила 409 осіб/км².  Було 31602 помешкання (191/км²).
Расовий склад населення:
| - 56,9 % — білих - 36,1 % — чорних або афроамериканців - 1,7 % — азіатів - 0,4 % — корінних американців - 0,1 % — вихідців з тихоокеанських островів - 2,1 % — осіб інших рас |

До двох чи більше рас належало 2,7 %. Частка іспаномовних становила 5,2 % від усіх жителів.
За віковим діапазоном населення розподілялося таким чином: 25,0 % — особи молодші 18 років, 63,4 % — особи у віці 18—64 років, 11,6 % — особи у віці 65 років та старші. Медіана віку мешканця становила 34,3 року. На 100 осіб жіночої статі у місті припадало 96,3 чоловіків;  на 100 жінок у віці від 18 років та старших — 93,7 чоловіків також старших 18 років.
Середній дохід на одне домашнє господарство  становив 50 402 долари США (медіана — 36 474), а середній дохід на одну сім'ю — 58 416 доларів (медіана — 42 613). Медіана доходів становила 37 456 доларів для чоловіків та 29 055 доларів для жінок. За межею бідності перебувало 25,5 % осіб, у тому числі 37,6 % дітей у віці до 18 років та 12,7 % осіб у віці 65 років та старших.
Цивільне працевлаштоване населення становило 28 941 осіб. Основні галузі зайнятості: освіта, охорона здоров'я та соціальна допомога — 18,6 %, мистецтво, розваги та відпочинок — 17,6 %, роздрібна торгівля — 14,1 %.